# Quartiere Colleatterrato
Colleatterrato è un quartiere di Teramo. 
 
È diviso in due nuclei, meglio individuati come Colleatterrato Basso e Colleatterrato Alto, collegati dalla strada principale che l'attraversa e denominata Via Giovanni XXIII. 

Colleaterrato Alto e Colleatterrato Basso hanno due borghi antichi attorno ai quali sono nate zone di recente costruzione a seguito dell'istituzione di "zona 167". 
Agli inizi degli anni '70 il Comune di Teramo, individuò in detta zona (est versante mare) alcune aree sulle quali, l'Istituto Autonomo Case Popolari della provincia di Teramo (I.A.C.P.), realizzò gli edifici di edilizia residenziale. 
Anche alcune Cooperative edilizie trovarono in questa zona le aree destinate alla costruzione di abitazioni per i soci, per cui ben presto il quartiere prese vita e oggi è uno dei più popolosi della città.
È di recente costituzione un ampliamento della parte "bassa" denominata S. Benedetto dove sono stati realizzati nuovi edifici sia dall'A.T.E.R. (ex IACP) che dalle Cooperative.

## Chiesa di Santa Maria in Cartecchio
La sua architettura è di grande interesse storico e artistico. Edificata nel 1512 forse su un preesistente edificio fortificato, come testimonia la presenza all'interno del campanile di una struttura circolare interpretata come un'antica torre di difesa. Alcuni ritengono che la chiesa sia sorta sull'antico complesso benedettino di Santa Maria in Carterulis. Di particolare interesse la leggenda secondo la quale un giorno le genti del luogo videro una donna celestiale apparire sopra il cerquone (la grande quercia) di Cartecchio. La donna chiese testualmente al popolo: Qui presso s'innalzi la nuova chiesa alla gran madre di Dio!. Quindi la figura scomparve e un fulmine colpì l'albero sul cui terreno in seguito fu costruita una nuova chiesa. Secondo la tradizione, il nome di Cartecchio potrebbe derivare proprio dalla quercia “scartecchiata”, ovvero divelta. Il quercione e le tradizioni ad esso collegate furono studiate da Pannella che al riguardo pubblicò un saggio sulla Rivista Abruzzese. È invece grazie al pittore Salvatore Di Giuseppe che è giunto fino a noi un dipinto che raffigura chiesa e "quercia".